# Five Nights at Freddy's 3
Five Nights at Freddy’s 3 (FNaF 3) er det tredje spil i serien, som også gør serien til en trilogi. Spillet er efterfølger til de to andre spil Five Nights at Freddy's og Five Nights at Freddy's 2, som er lavet af Scott Cawthon i Clickteam fusion 2,5. Spillet blev udgivet på Steam den 2. marts 2015, Android den 7. marts og iOS den 12. marts. Spillet er i indie horror point and click genren.

## Steam greenlight beskrivelse
Efter Freddy Fazbear’s Pizza lukkede, var de ting der skete i restauranten dengang nu blevet til legender, barndomsminder og rygter, men ejerne af ”Fazbear’s Fright: The horror attraction” er fast besluttet på at genoplive legenden, og gøre oplevelsen så autentisk som muligt. Først var der kun tomme skaller, en hånd, en krog, en gammel papir plade dukke, men så blev en meget stor opdagelse fundet. attraktionen har nu en ny dyre robot.

## Om spillet
Spillet foregår 30 år senere efter Five Nights at Freddy's 2 (2017), i Fazbear's Fright: The horror attraction. Denne gang får man dog ikke at vide, hvem man spiller som. Spillet er ligesom de andre to spil, hvor målet er at skulle vinde, uden at der denne gang kun er en robot, der kan komme ind i spillerens kontor, fra kl.24 til 6. Spillet indeholder i alt 6 nætter (nat 6: Nightmare mode) hvor i de andre to spil var der 7. Spillet har også ligesom sidste gang et ventilations system, denne gang med extra kameraer inde i gangene (cam 11, cam 12, cam 13, cam 14, cam 15) spilleren kan komme derop ved hjælp af en knap på kamera skærmen (Map toggle). Spillet fokusere også rigtig meget på figuren Springtrap, der er dog taget figurer fra FNaF 2, denne gang er det (Phantom BB/Baloon Boy, Phantom Puppet/The puppet, og The Mangle). Der er også taget figurer fra 1'eren(Phantom Freddy Fazbear/Freddy Fazbear, Phantom Chica/Chica the chicken, og Phantom Foxy/Foxy The pirate fox) som alle sammen er hallucinationer, som ikke dræber spilleren, de kommer tilfældigt i spillet.

### Slutninger
I forhold til de andre spil er der flere slutninger i Five Nights at Freddys 3. Det kommer an på om man har fundet og vundet alle de gemte minispil.

### Bad ending
For at få den dårlige slutning, skal spilleren vinde spillet uden at spille de gemte minispil. Når det sker, kommer der en skærm op der har maskerne fra robotterne (Freddy, Bonnie, Chica, Foxy og en ugenkendelig maske) med lysende øjne og en tekst der siger "Bad ending". Denne skærm referer til sjælende af børnene der var myrdet af den lilla-mand (Purple-man): Deres sjæle vil stadig hjemsøge robotternes kostume for evigt. Dette ville også give en stjerne på menuen, og adgang til nat 6 og extra. Inde i extra kan spilleren få et overblik af figurene fra spillet.

### Good ending
For at få den gode slutning skal spilleren finde og vinde de gemte minispil, der kan blive låst op ved hjælp af spor i døds minispillene efter hver nat. Inde i disse spil, skal spilleren styre forskellige robotter, der er i FNaF 3 (Balloon Boy, Chica, Mangle, Freddy, Shadow Bonnie, og marionetten, der alle var en hemmelig hallucination i FNaF 2.) Når spilleren vinder alle disse minispil i den rigtige rækkefølge, kommer det samme døds minispil fra nat 5, men når det er gennemført kommer skærmen, der viser maskerne fra robotterne, dog med tomme øjne, og en tekst øverst oppe der siger "The end". Dette ville give stjerne nr. 2 på menuen, og adgang til at spille alle minispillene inde i extra.

### Nightmare mode
Nightmare mode, eller nat 6. Når man vinder denne nat får man en avis ud klipning, der fortæller at Fazbear's Fright er brændt ned natten over. Dette giver spilleren den sidste stjerne og adgang til jumpscares og cheats inde i extra.

## Minispil
Ligesom i sidste spil er der forskellige små minispil, der denne gang er gemt rundt omkring i det område spilleren befinder sig i. Hvis man spiller spillene i rigtig rækkefølge kan spilleren få den gode slutning. Spillene tager igen form som et Atari 2600 spil.
Minispillene i rigtig rækkefølge, for at få den gode slutning.

### BB's air adventure
BB's air adventure, er et minispil spilleren kan spille, hvis man er på nat 2. Spilleren skal klikke på en tegning af Baloon boy på cam 08 for at spille. I spillet skal spilleren skal samle 8 balloner. Efter spilleren har samlet 7 balloner, kommer der en dør hvor man kan gå ud af spillet, og komme tilbage til den rigtige nat. For at samle den ottende ballon skal spilleren ignorere døren, og gå op til toppen af skærmen, også hoppe til venstre hvor spilleren så glitcher ud af skærmen. Efter man når jorden, skal spilleren gå til højre. Efter 2 skærme kommer spilleren frem til den sidste ballon, hvor spilleren skal hoppe ind og tag den, efter det slutter spillet, og spilleren bliver sendt tilbage til nat 2.

### Mangles Quest
Er det andet minispil i rækkefølgen. Spillet kan spilles hvis spilleren er på nat 2, efter spilleren har spillet BB's air adventure. Spilleren skal gå over til cam 07, på cam 07 er der en arkade maskine med fire knapper. Knapperne er vigtige da spilleren skal klikke knapperne i rigtig rækkefølge.(De venstre knapper først toppen til bunden. De højre knapper først toppen til bunden). Efter det skulle spilleren gerne komme ind i minispillet. I spillet skal spilleren samle dele af the mangle, og undgå at røre det løbene barn i bunden. Når spilleren kommer hen til enden af skærmen er der en udgangs dør. For at få den gode slutning skal spilleren hoppe ud af skærmen til højre. Efter man har nået jorden skal spilleren nu gå til venstre, indtil man kommer til et rum med en masse balloner. Spilleren skal så hoppe op til toppen for at hente en kage, kagen skal senere bruges til at opmuntre det første grædende barn i det næste minispil. Efter spilleren har taget kagen, skulle spilleren gerne komme tilbage til nat 2. Spilleren skal nu gå tilbage til BB's air adventure, og gør det samme igen. Næste gang man falder lander spilleren i et rum med en masse balloner som man skal springe fra ballon til ballon indtil spilleren kommer til toppen, hvor man skal give det grædende barn kagen. Efter alt det er gjort bliver spilleren sendt tilbage til nat 2, hvor man så skal vinde nat 2 for at komme videre.

### Chica's Party
Chica's party, er det tredje minispil i rækkefølgen, og forgår i nat 3. Spilleren kan låse spillet op hvis man kan finde fire grå cupcakes. Spilleren kan finde disse fire cupcakes på cam 02, cam 03, cam 04, og cam 06. Spilleren skal klikke på disse cupcakes i rækkefølgen cam 02, cam 03, cam 04, og cam 06, for at komme ind i minispillet. I spillet skal spilleren samle en cupcake, og gå ned af et hul i midten af skærmen. Spilleren skal undgå de grædende børn i blå trøjer, og i stedet blive i toppen af skærmen, og hoppe til venstre. Spilleren skulle gerne lande inde i et rum med et grædende barn. Spilleren skal gå hen og give barnet kage. Efter det bliver spilleren blive sendt tilbage til nat 3.

### Stage 01
Er et minispil på nat 4, hvor spilleren skal skrive en kode ind på en hemmelig nummerplade, der kan findes ved siden af skraldespanden til venstre i spillerens kontor. (395248). Efter koden er tastet ind, vil spillet sende spilleren til minispillet, hvor man styrer Freddy. På første skærm skal spilleren gå ned til børnene, hvor spilleren så glitcher baglænds og ud af skærmen. Efter spilleren har landet på solid jord, skal spilleren gå to skærme til højre, indtil der så kommer en udgangs dør. Spilleren skal undgå døren, og i stedet kravle op af den venstre side af skærmen. Når spilleren er nået til toppen, skal spilleren hoppe til venstre, hvor der kommer en ny skærm. Spilleren skal hoppe op indtil at man kan glitche op til næste skærm. Spilleren skal gå ned til børnene, og kravle op af væggen til højre. Når spilleren har nået toppen, skal spilleren igen hoppe op indtil man kan glitche op til den sidste skærm. Spilleren skal kravle op af den venstre væg denne gang og op til toppen. Nu skal spilleren hoppe til højre, hvor man glitcher indtil en ny skærm med det fjerde grædende barn. Spilleren skal give barnet kage. Efter alt det bliver spilleren sendt tilbage til nat 4.

### Shadow Bonnie minispil
Er det første ud af to minispil i nat 5. Spilleren skal nu gå hen til det sted hvor spilleren kan få kamera skærmen frem. Spilleren skal klikke på en shadow bonnie bamse til højre, for at komme ind i minispillet. I spillet starter spilleren ved Stage 01 minispillet. Spilleren skal klikke på knappens for at skifte til forskellige minispil. Spilleren skal hen til BB's air adventure. Spilleren skal nu hoppe ud af skærmen og trykke på s, indtil spilleren kommer til en lilla skærm med et barn nede i venstre hjørne. Spilleren skal give barnet kage, hvor man så bliver sendt tilbage til nat 5.

### Happiest day
Er det andet og sidste minispil ud af to i nat 5, og i rækkefølgen, der kan findes på cam 03. Spilleren skal klikke på marionettens tegning på væggen, til højre. Dette vil sende spilleren ind til minispillet. I spillet styrer spilleren en person med marionettens maske på. Spilleren skal blive ved med at gå til højre indtil at man kan se det sidste grædende barn. Spilleren skal give barnet kage, efter det er gjort ville alle børnene med maskerne på forsvinde, hvilket betyder at spilleren nu kan få den rigtige slutning. Spilleren vil blive sendt tilbage til nat 5.

## Purple guy
(Purple guy, phone guy eller the purple man) er den bekræftede morder bag de 5 børn, som optræder i både Five Nights at Freddy's 2 og FNaF3. Igennem historien om Five nights at freddy's er han morderen til de 5 børn, hvor man i FNaF2 kan se ham dræbe de fem børn en efter en i alle døds minispillene. I 3'eren efter spilleren har klaret en nat skal man spille et minispil, hvor i hvert minispil styrer man en af de fire robotter (Foxy, Chica, Bonnie og Freddy). Når spilleren kommer til et rum, kan man se purple guy som angriber og ødelægger robotterne en efter en. Når spilleren har klaret alle fem nætter kommer man til en scene hvor Purple Guy er omringet af ånderne af de fem børn i et hjørne af et rum. En af børnene jagter ham indtil han flygter ind i Springtrap dragten. Purple guy griner af de fem børn indtil alle fjedrene og gearene inde i dragten maser ham til døden.
Hans krop sidder fast inde i dragten i FNaF3.

## Udviklingen
Scott afslørede for første gang spillet med en teaser på hans hjemmeside d. 6 December 2014. Mange flere teasere fulgte med, det næste billede var af en gul robot der havde brug for reparation, med ordrende ”I’m still here” på billedet sammen med et lille 3-tal i hjørnet, dette billede var tilføjet på hjemmesiden d. 2 Januar 2015. Det sidste teaser billede han udgav på hans hjemmeside var et billede af en box med dele fra robotterne fra 2’eren, nogle dele kan også ses fra de gamle robotter fra 1'eren, og andre objekter, som fx en papir plade dukke. Filen til dette billede hed ”whatcanweuse.jpg”.
D. 26 Januar 2015 udgav Scott traileren til spillet, samtidig fik spillet også en steam greenlight side. Siden indeholder in-game screenshots. Senere hen fik spillet en IndieDB side.
Der havde været rygter om at spillet skulle udgives d. 5 Februar 2015, men Scott afviste det senere hen.

### Udgivelse
Scotts hjemmeside havde vist kortet til Five Nights at Freddy's 3 indtil den 1. marts, hvor blev der udgivet en demo, nogle få timer før det fulde spil blev udgivet den 2. marts.

### Five Nights at Freddy's 4
Five Nights at Freddy's 4 blev udgivet 23. juli 2015. Spillet er den sidste udgivelse i serien.